# 日向一雅
日向 一雅（ひなた かずまさ、1942年1月1日 - ）は、日本の国文学者。明治大学文学部名誉教授。中古文学専攻。

## 来歴
山梨県生まれ。1964年山梨大学学芸学部卒、東京大学大学院人文科学研究科国文学専攻修士課程修了、1972年年東京大学大学院博士課程単位修得退学、1973年関東学院女子短期大学専任講師、1976年東京女子大学短期大学部専任講師、1978年助教授、1983年聖心女子大学助教授、1987年教授、1992年明治大学文学部教授。大学院文学研究科委員長など歴任。2012年3月、明治大学を定年退職。2017年名誉教授。
2000年「源氏物語の準拠と話型」で東大文学博士、紫式部学術賞（紫式部顕彰会）受賞。
主として『源氏物語』を研究している。ゼミの卒業生に、寺澤ひろみ（ハーモニカ奏者）がいる。

## 親族
山梨県教育長であった日向譽夫のおいでもあり、オーバーン大学教授日向哲や山梨学院大学教授日向健とも親戚である。おいに迷彩トモヤ（振付師）がいる。

## 著書
- 『源氏物語の主題 「家」の遺志と宿世の物語の構造』桜楓社 1983
- 『源氏物語の王権と流離』新典社 1989（新典社研究叢書）
- 『源氏物語の準拠と話型』至文堂 1999（明治大学人文科学研究所叢書）
- 『源氏物語 その生活と文化』中央公論美術出版 2004
- 『源氏物語の世界』岩波新書 2004
- 『謎解き源氏物語』ウェッジ、2008
- 『源氏物語東アジア文化の受容から創造へ』笠間書院　2012

## 共編著
- 『神話・宗教・巫俗 日韓比較文化の試み』崔吉城共編 風響社 2000
- 『源氏物語重層する歴史の諸相』竹林舎 2006
- 『源氏物語の始発 桐壺巻論集』仁平道明共編 竹林舎 2006
- 『王朝文学と官職・位階』竹林舎 2008（平安文学と隣接諸学 4）
- 『源氏物語と平安京 考古・建築・儀礼』青簡舎 2008
- 『源氏物語 におう、よそおう、いのる』藤原克己,三田村雅子,佐々木和歌子共著　ウェッジ選書　2008
- 『源氏物語と漢詩の世界 『白氏文集』を中心に』青簡舎　2009
- 『源氏物語と仏教 仏典・故事・儀礼』青簡舎　2009
- 『源氏物語と音楽 文学・歴史・音楽の接点』青簡舎　2011
- 『交響する古代 東アジアの中の日本』石川日出志,吉村武彦共編　東京堂出版　2011
- 『源氏物語と唐代伝奇 『遊仙窟』『鶯鶯伝』ほか』青簡舎　2012
- 『源氏物語の礎』青簡舎　2012